# Hypsauchenia hardwickii
Hypsauchenia hardwickii är en insektsart som beskrevs av Kirby 1829. Hypsauchenia hardwickii ingår i släktet Hypsauchenia och familjen hornstritar. Inga underarter finns listade i Catalogue of Life.